# Eupatorieae
Eupatorieae és una tribu de la subfamília de les asteròidies (Asteroideae).

## Gèneres
Aquesta tribu té entre 170 i 180 gèneres. Cal mencionar els següents:
- Ageratina
- Ageratum
- Austroeupatorium
- Brickellia
- Campuloclinium
- Carphephorus
- Carphochaete
- Chromolaena
- Conoclinium
- Critonia
- Cronquistia
- Eupatorium
- Eutrochium
- Fleischmannia
- Hofmeisteria
- Koanophyllon
- Liatris
- Mikania
- Paneroa
- Piqueria
- Praxelis
- Revealia
- Stevia
- Stomatanthes
- Tamaulipa
- Trilisa